# Tempo (periodico)
Tempo. Settimanale di politica, informazione, letteratura e arte (meglio conosciuto come Tempo Illustrato) fu un periodico nazionale italiano fondato dalla Mondadori Editore. Fu pubblicato a Milano tra il 7 giugno (anche se il primo numero venne datato 1º giugno) 1939 e il 1976.

## Storia

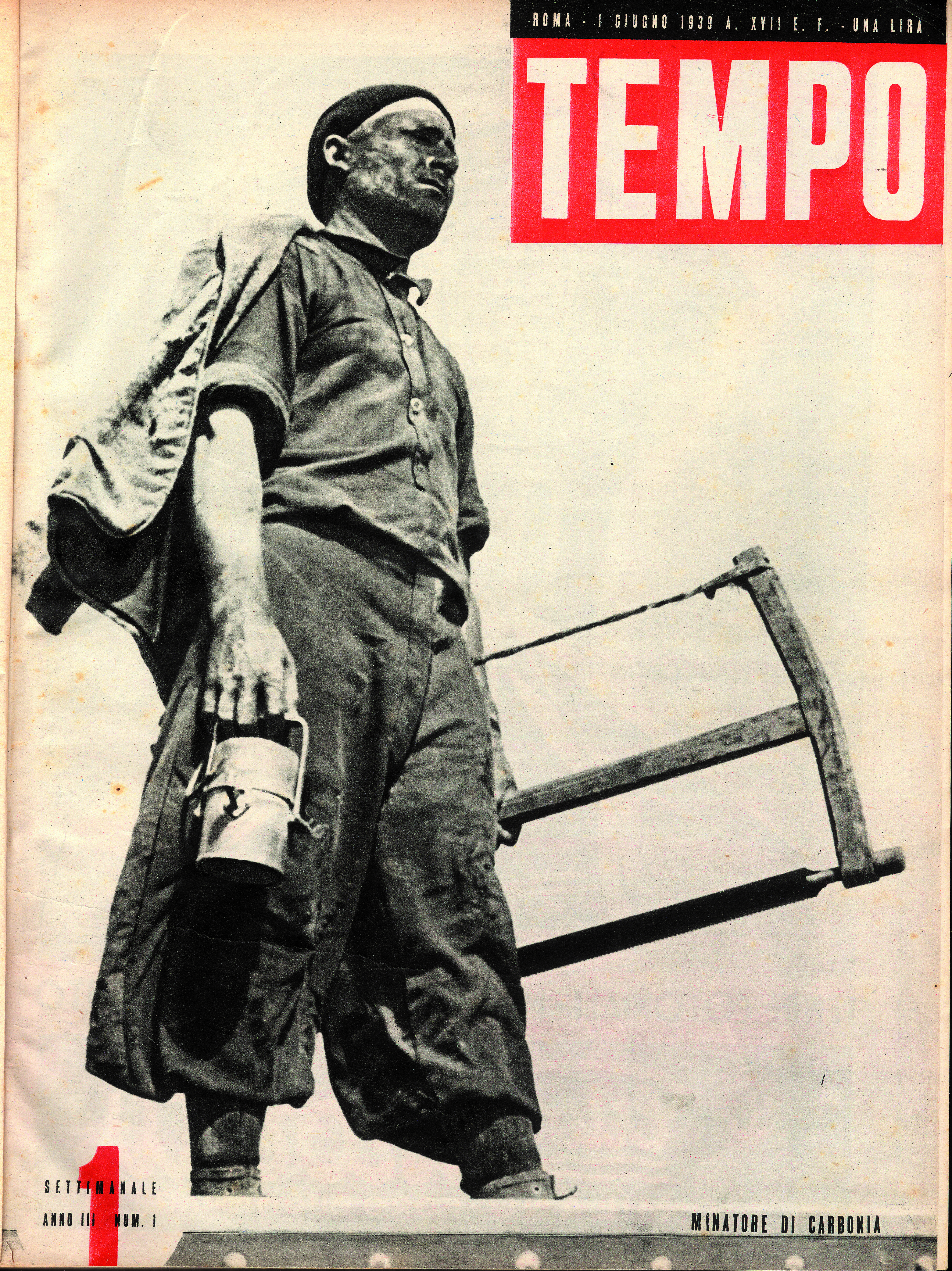
Copertina del primo numero di Tempo, giugno 1939. La foto ritraeva un minatore di Carbonia.

### Dalla fondazione al 1943
Ispirato al settimanale statunitense «Life», «Tempo» si era prefissato di essere il rivale di «Oggi», settimanale della concorrente Rizzoli.
Fu il primo rotocalco italiano a colori. La cura della grafica del settimanale fu affidata a Bruno Munari. Il direttore dei primi numeri fu Raul Radice, seguito da Alberto Mondadori (1939-1943). Indro Montanelli fu il primo redattore capo. Tra i redattori figurano: Alberto Lattuada (fotocronista), Arturo Tofanelli, Salvatore Quasimodo e Carlo Bernard, che dal numero 5 prese il posto di Montanelli come redattore capo. Un altro fotocronista, Lamberti Sorrentino ebbe inizialmente l'incarico di inviato speciale e fu poi promosso a responsabile dell'edizione romana. Tra i collaboratori fissi vi erano Cesare Zavattini, Augusto Guerriero e Irene Brin. In seguito si aggiunsero Federico Patellani (dall'agosto 1939), Paolo Di Paolo (dal 1954 al 1968), Romolo Marcellini e Luigi Comencini. «Tempo» fu il primo rotocalco a dare a giornalisti e fotocronisti la stessa importanza. Lo dimostra il fatto che, dal 1941, tutte le fotografie ebbero in calce il nome dell'autore, al pari degli articoli.
Una delle innovazioni di «Tempo» fu il fototesto (neologismo nato in quell'epoca), cioè un articolo distribuito su più pagine (mediamente tre o quattro) in cui la successione delle fotografie suggeriva la sequenza di lettura. Il testo accompagnava l'immagine come didascalia. La fotografia - scattata a fuoco fisso - di per sé diceva dell'avvenimento la cosa più importante; la didascalia era di supporto e riportava quanto visto dal fotografo. Il rapporto gerarchico testo-immagine era ribaltato. Secondo la testimonianza di Bruno Munari i fototesti nacquero «dall’intenzione di fare quasi dei film, realizzare dei documentari con quelle immagini fotografiche», mentre Alberto Lattuada li definì in questi termini: «È come nel cine : le foto corrispondono all'immagine, le didascalie al parlato, l’articolo alla colonna sonora». Federico Patellani e Lamberti Sorrentino furono gli autori che si specializzarono maggiormente nel genere.
- 1939: 48 pagine, 1 lira
- 1941: 54 pagine, 2 lire
- 1943: 38 pagine, 2 lire
- 1948: 32 pagine, 70 lire
- 1950: 40 pagine, 50 lire
- 1951: 40 pagine, 60 lire
- 1953: 56 pagine, 60 lire
- 1955: 84 pagine, 80 lire
- 1961: 116 pagine, 100 lire
- 1966: 150 lire
- 1970: 180 lire

Il settimanale ebbe subito un buon successo. Nel primo anno vendette 100 000 copie, che diventarono 170.000 nel 1943. Una delle rubriche più fortunate fu Colloqui con Bontempelli, avviata nel marzo 1940, che verteva su temi vari, culturali e di costume. Durante la seconda guerra mondiale Indro Montanelli inviò dall'estero 150 articoli, inseriti nella rubrica "Tempo Perduto" (settembre 1942 - settembre 1943). Augusto Guerriero collabora con articoli di politica estera firmati "Ricciardetto", fino al 1941.
Tra gli scrittori pubblicati Paola Masino (edizione a puntate di Nascita e morte della massaia nel 1941), Felice Bellotti, autore di numerosi reportage di viaggio, Massimo Bontempelli (edizione a puntate di Giro del sole, 1939) e Curzio Malaparte.
Tra il 1937 e il 1943 il regime fascista sovvenzionò la maggior parte delle riviste italiane: sia per garantirsi il loro appoggio sia per controllarne i contenuti. La rivista che in questo periodo raggiunse il massimo dei finanziamenti fu Tempo. Nel 1941 la Germania nazista aveva assunto il controllo della Francia e di quasi tutta la Mitteleuropa (compresa metà della Polonia). Nelle aree controllate dall'Asse predominava il settimanale tedesco «Signal». Il fascismo italiano decise di controbilanciare la propaganda nazista introducendo e diffondendo nei territori occupati e in Spagna una rivista italiana. La scelta cadde su Tempo.
Mondadori s'impegnò a pubblicare il periodico in sette lingue straniere. Lo sforzo della casa editrice fu enorme. La tiratura dell'edizione tedesca (nata nel 1940) raggiunse le 500 000 copie; quella in francese (dal 1942) 135.000; in romeno 50.000; in ungherese 30.000; in spagnolo (dal 1941) 23.000; in croato 18.500; in albanese 10.000.
Nel periodo della seconda guerra mondiale, i finanziamenti del regime al periodico raggiunsero l'astronomica cifra di 47.191.280 lire (la media per una rivista andava dalle 100.000 lire ai 3,5 milioni).
Nel 1943 cominciarono ad apparire i primi segni di cedimento: prima le lingue furono ridotte a tre, poi l'iniziativa fu sospesa. Dopo il 25 luglio 1943 fu sospesa anche la pubblicazione della rivista in italiano.

### Dal 1946 al 1976
Ceduto nel 1946 all'editore Aldo Palazzi, il periodico riprese le pubblicazioni sotto la direzione di Arturo Tofanelli (già redattore capo durante la direzione di Alberto Mondadori). Il primo numero del dopoguerra uscì il 17 gennaio 1946 con una foliazione di 16 pagine. Tofanelli era co-proprietario della testata insieme a Guido Mazzali. Durante la sua lunghissima direzione (1946-1968), Arturo Tofanelli fece scuola per le numerose intuizioni, che si tradussero in un congruo aumento della diffusione. La media annuale si attestò su 420 000 copie nel 1955 e 450.000 nel 1957.
Tofanelli varò i Documentari di Tempo (vedi infra), una sorta di versione espansa dei fototesti. Venivano pubblicati a dispense sul settimanale, collocati al centro in modo da poter essere staccati e rilegati al termine della serie. Il documentario in immagini meglio riuscito fu senz'altro L'avventura dell'uomo di Piero Scanziani, uscito nel 1957 in 20 puntate di 8 pagine ciascuna. Durante la pubblicazione fu creata un'apposita rubrica, "Interrogativi sull'Avventura dell'uomo", mediante la quale i lettori potevano porre domande allo stesso autore. L'opera fece raggiungere al rotocalco la cifra di due milioni di copie vendute.
Tofanelli chiamò a collaborare al settimanale scrittori di prestigio: convinse Curzio Malaparte, che era in esilio volontario a Parigi, a tornare in Italia e a tenere una rubrica sul settimanale, «Battibecco». Tra i collaboratori più prestigiosi vanno segnalati anche: Enrico Mattei (politica interna), Lamberti Sorrentino, Massimo Bontempelli, Augusto Guerriero (tenne la rubrica "Tempo perduto" che fu già di Montanelli con lo pseudonimo Ricciardetto), Giuseppe De Robertis (titolare della rubrica letteraria).
Nel 1968 Tofanelli fu sostituito da Nicola Cattedra. Il nuovo direttore decise di cambiare la linea editoriale e di fare di «Tempo» un settimanale più aggressivo, con un approccio più incisivo sulla realtà. Chiamò nuovi collaboratori, tra cui Vittorio Gorresio, Guido Vergani, Marco Valsecchi e soprattutto Pier Paolo Pasolini. Il poeta e scrittore tenne una rubrica fissa: «Il caos». Iniziata nell'agosto 1968, durò un anno e mezzo, fino al gennaio 1970. A sostituire Pasolini fu chiamato Giorgio Bocca.
La rivista entrò in crisi nei primi anni settanta, messa in un angolo dalla concorrenza degli altri settimanali d'informazione. Con il fallimento della Palazzi, il settimanale fu rilevato da un piccolo editore, Alberto Caprotti (1974). Nel 1975 «Tempo» subì un'altra trasformazione: il nuovo direttore, Guglielmo Zucconi, decise di posizionarlo nel settore politica e cultura. Il formato fu ridotto alle dimensioni del tabloid, l'uso delle fotografie fu contenuto, gli articoli ebbero titoli brevi e non sensazionalistici. La modifica non ebbe l'effetto sperato. Nel 1976 Giancarlo Palazzi, figlio di Aldo, rilevò la proprietà del settimanale e ne dispose la chiusura.

## Documentari fotografici di Tempo
Dal 1950 al 1973 Arturo Tofanelli, direttore della rivista, in collaborazione col fotografo Federico Patellani, pubblicò una serie di monografie (Documentari di Tempo), ciascuna dedicata ad un anno specifico:
- 50 anni di vita italiana 1900-1950
- Il 1951 nel mondo. Terrori e speranze
- Il 1954 nel mondo. Scandali e primati
- Il 1955 nel mondo. Dalla terra alla luna
- Il 1956 nel mondo. Libertà e violenze
- Il 1957 nel mondo. Pace o guerra dal cielo
- Il 1958 nel mondo. Missili e petrolio
- Il 1959 nel mondo. Numero del decennio
- Il 1960 nel mondo. L'anno esplosivo
- Il 1961 nel mondo. L'Europa è viva
- Il 1962 nel mondo. L'Italia in prima fila
- Il 1963 nel mondo. La linea bollente
- Il 1964 nel mondo. Atleti e demagoghi
- Il 1965 nel mondo. Crisi di burro, boom di cannoni
- Il 1966 nel mondo. Cina contro tutti
- Il 1967 nel mondo. Il nuovo miracolo italiano
- Il 1968 nel mondo. Delitti e contestazioni
- Il 1969 nel mondo. L’anno della luna
- Il 1970 nel mondo. L’anno della terra
- Il 1971 nel mondo
- Il 1972 nel mondo
- Il 1973 nel mondo

Le monografie erano edite come Supplemento all'ultimo numero di «Tempo» di ciascun anno.

## Direttori
- Raul Radice (giugno-agosto 1939)
- Alberto Mondadori (settembre 1939 - 1943)
- Sospensione per cause belliche
- Arturo Tofanelli (1946 - 1968)
- Nicola Cattedra (1968 - 1973)
- Enrico Forni (1973 - 1974)
- Guglielmo Zucconi e Antonio Alberti (1974 - 1975)
- Carlo Gregoretti (1975 - 1976)